# Tiefseehafen Lekki
Der Tiefseehafen Lekki ist ein seit dem 22. Januar 2023 in Betrieb befindlicher Hafen in Nigeria, circa 50 km östlich von Lagos. Er kann Super-Post-Panamax-Containerschiffe abfertigen und verfünffacht Nigerias Hafenkapazitäten.

## Vorgeschichte
Nigeria hat in den Jahren vor 2022 aufgrund zahlreicher Engpässe in den Häfen Einnahmen aus dem Frachtverkehr und Investitionen an die Nachbarländer verloren. Die schlechte Infrastruktur und die schwerfälligen Abfertigungsprozesse haben dazu geführt, dass Nigeria Umlade- und Transitladungen an die Nachbarländer verloren hat. Während die benachbarten Häfen ein Schiff mit einem Tiefgang von 16 Metern aufnehmen können, konnte keiner der nigerianischen Seehäfen ein solches Schiff aufnehmen, da der Tiefgang des Landes nicht mehr als 13 Meter beträgt. Lomé (Togo) hatte Nigeria mittlerweile überholt und war nun der führende Hafen in Westafrika.
Die nigerianische Bundesregierung griff darum das Konzept eines Tiefseehafens und Umschlagzentrums auf, um große Schiffe der E-Klasse (Megaschiffe von 8.000 bis 20.000 Zwanzig-Fuß-Standardcontainer) aufzunehmen, was ihrer Meinung nach die einzige Lösung für die Umleitung von Waren in benachbarte Häfen ist. Später unterzeichneten die Bundesregierung und Lekki Port LFTZ Enterprise Limited eine 45-jährige Konzession für die Entwicklung eines Tiefsee-/Mehrzweckhafens im Bundesstaat Lagos.

## Zielsetzung
Mit einem Tiefgang von 16,5 Metern, einer Kaimauer von 1.523 Metern Länge und einem Wendekreis von 600 Metern sollte der Hafen von Lekki einer der modernsten Tiefseehäfen Westafrikas werden, der den aufkeimenden Handel in ganz Nigeria erheblich unterstützen und das Land als maritime Drehscheibe der Region neu positionieren wird. Der Wettbewerbsvorteil des Hafens würde in der Fähigkeit liegen, größere Schiffe aufzunehmen und Schiffe doppelt so schnell zu entladen, wodurch die Gesamtaufenthaltsdauer eines Schiffes im Hafen sowie die Kosten für Importeure und Exporteure auf ein Minimum reduziert würden. Der nigerianischen Regierung sollten hierdurch innerhalb von 45 Jahren über 201 Milliarden Dollar an Steuern, Lizenzgebühren und Abgaben zufließen und 169.972 Arbeitsplätze geschaffen werden.
Der Hafen von Lekki wird mit den automatisierten Infrastrukturen die größten (Post-Panamax-)Schiffe aufnehmen können. Die Betreiber würden über ein stärker integriertes Terminalbetriebssystem verfügen, das nicht nur die Funktionalität des Hafens, sondern auch den elektronischen Handel fördert. Im Tiefseehafen werden alle Abläufe automatisiert sein. Die Container würden durch Scanner laufen und nicht mehr physisch untersucht. Dies ist in Nigeria einzigartig.
Ein eigenes Kraftwerk mit einer Leistung von 16 Megawatt wird den Hafen vom unzuverlässigen Stromnetz Nigerias unabhängig machen.
Dank der hervorragenden Ausrüstung kann der Tiefseehafen jährlich 2,5 Millionen Zwanzig-Fuß-Standardcontainer bewältigen. Dies ist mehr als das Vierfache des Volumens, das derzeit von nigerianischen Häfen abgefertigt werden kann. (Zur Orientierung: Der Hamburger Hafen schlägt jährlich ca. 8,7 Millionen Zwanzig-Fuß-Standardcontainer um.)

## Beschreibung
Nach seiner Fertigstellung wird der Hafen über drei Betriebskonzessionen für das Containerterminal, das Flüssigkeits-Terminal und das Terminal für trockenes Massengut verfügen.

### Containerterminal

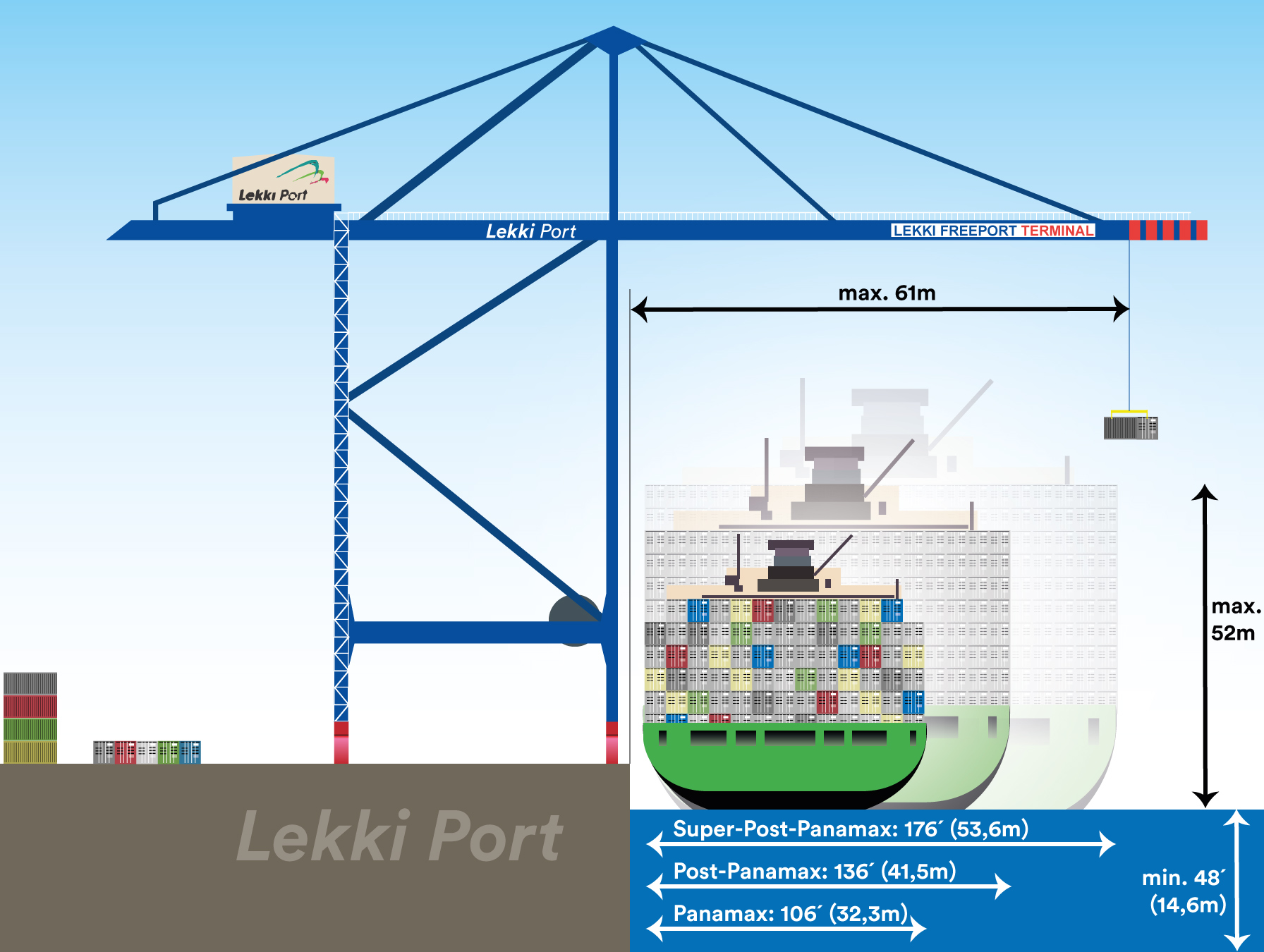
Zulässige Größen für Containerschiffe im Tiefseehafen Lekki, STS-Kran

Das Containerterminal verfügt über einen 1.200 m langen Kai, drei Container-Liegeplätze und einen Lagerplatz mit mehr als 15.000 Stellplätzen. Die allgemeine Anordnung der Containerlager- und -umschlagsfläche besteht aus einer gestapelten Containeranordnung. Der Terminal ist für einen Umschlag von 2,5 Millionen Zwanzig-Fuß-Standardcontainer pro Jahr ausgelegt. Der Tiefseehafen Lekki ist der erste Hafen in Nigeria mit Ship-to-Shore-Kränen. Er besitzt drei dieser Containerbrücken; sie gehören in die Gruppe „Post-Panamax“ - dies bedeutet, dass sie auch dann die hinterste Containerreihe erreichen und entladen können, wenn das Containerschiff breiter als der Panamakanal ist (also über 49 m Breite-über-alles). Das EDV-System des Hafens ermöglicht die Containeridentifikation und Abfertigung vom Büro aus, die menschliche Interaktion wird bei den physischen Abläufen minimal sein. Dennoch werden durch den Hafen laut dem geschäftsführenden Direktor, Du Ruogang, 169.972 Arbeitsplätze geschaffen werden. Die zusätzlichen Einkünfte für den nigerianischen Staat durch Steuern, Abgaben und Lizenzgebühren werden auf 201 Milliarden USD geschätzt.

### Flüssiggut-Terminal
Der für den Lekki Deep Sea Port geplante Flüssiggut-Liegeplatz wird anfangs Schiffe bis zu einer Größe von 45.000 DWT (dead weight tonnage) abfertigen können, wobei er flexibel für Erweiterungen ausgelegt ist, um eine Kapazität von 160.000 DWT zu erreichen. Flüssigkeiten wie Fertigprodukte (Benzin, Diesel) könnten in einem Tanklager umgeschlagen werden, das sich ebenfalls in der Freihandelszone von Lagos in der Nähe des Hafengeländes befindet. Der Liegeplatz wird mit Verladearmen ausgestattet und durch Rohrleitungen entlang des Wellenbrechers verbunden, um die Ladungen zwischen dem Tanklager und den Schiffen zu transportieren.
Im Dezember 2022 nahm der Chief Operating Officer von Lekki Port LFTZ Enterprise Limited, Laurence Smith, Gespräche mit potenziellen Betreibern der Flüssiggut-Terminals auf. Dies wäre entscheidend für den Beginn des Baus von Phase 2 des Hafens.

### Massengutterminal
Das Massengutterminal befindet sich auf der Westseite der Containerliegeplätze und wird in der Nähe des Wendekreises liegen. Die verfügbare Kailänge von ca. 300 m reicht aus, um einen Liegeplatz für ein Schiff der Panamax-Klasse (75.000 DWT) zu schaffen. Das Spektrum der umzuschlagenden Produkte reicht von trockenen bis zu hygroskopischen Erzeugnissen wie Getreide, Rohzucker und Düngemittel. Die Beförderung der Schüttgüter zu den Lagerbereichen, wie Silos und Lagerhäuser, erfolgt über überdachte Fördersysteme entlang eines Korridors von etwa 25 m Länge. Die Anlage ist für einen Umschlag von rund 4 Mio. Tonnen Trockenmassengut pro Jahr ausgelegt.

### Schienenanbindung
Eine Anweisung des im Mai 2023 aus dem Amt geschiedenen Präsidenten Buhari sieht vor, dass der Tiefseehafen eine Normalspurverbindung mit dem nigerianischen Schienennetz erhält. Am 29. Dezember 2022 kündigte Lekki Port Enterprises an, dass es eine 800 Mio. USD teure Eisenbahnlinie vom Hafen nach Ijebu-Ode finanzieren wird, wo sie an die geplante Eisenbahnlinie Lagos - Benin-City-Calabar (Ostbahnlinie) anschließen soll.

## Aktueller Stand
Am 27. Mai 2022 vermeldete die Betreiberwebseite eine Fertigstellung zu knapp 85 %.
Laut Mohammed Bello-Koko, dem geschäftsführenden Direktor der nigerianischen Hafenbehörde NPA, werden ab dem 16. September 2022 am Tiefseehafen Tests und Trockenübungen laufen. Die Rekrutierungen wurden bereits durchgeführt. Die notwendigen Schulungen mit den Kränen, dem EDV-System und dem Abfertigungssystem finden statt, benötigen aber noch etwas Zeit.
Andere westafrikanische Länder, wie Tschad, Mali, Niger und Kamerun, haben bereits Interesse gezeigt, ihre Ein- und Ausfuhr über den Tiefseehafen Lekki abzuwickeln.
Am 31. Oktober 2022 wurde der Hafen an die Eigentümer übergeben. Die Inbetriebnahme wird "im nächsten Monat" beginnen. Der Gouverneur des Staates Lagos, Sanwo-Olu, versprach bei dieser Gelegenheit, die Straßen zum Hafen zu sechsspurigen Autobahnen auszubauen.
Am 22. Januar 2023, wenige Stunden vor der offiziellen Einweihung durch Staatspräsident Buhari, dockte das erste kommerzielle Schiff, der Containerfrachter CMA CGM MOZART, im Hafen an.